# Hyaloscypha hepaticicola

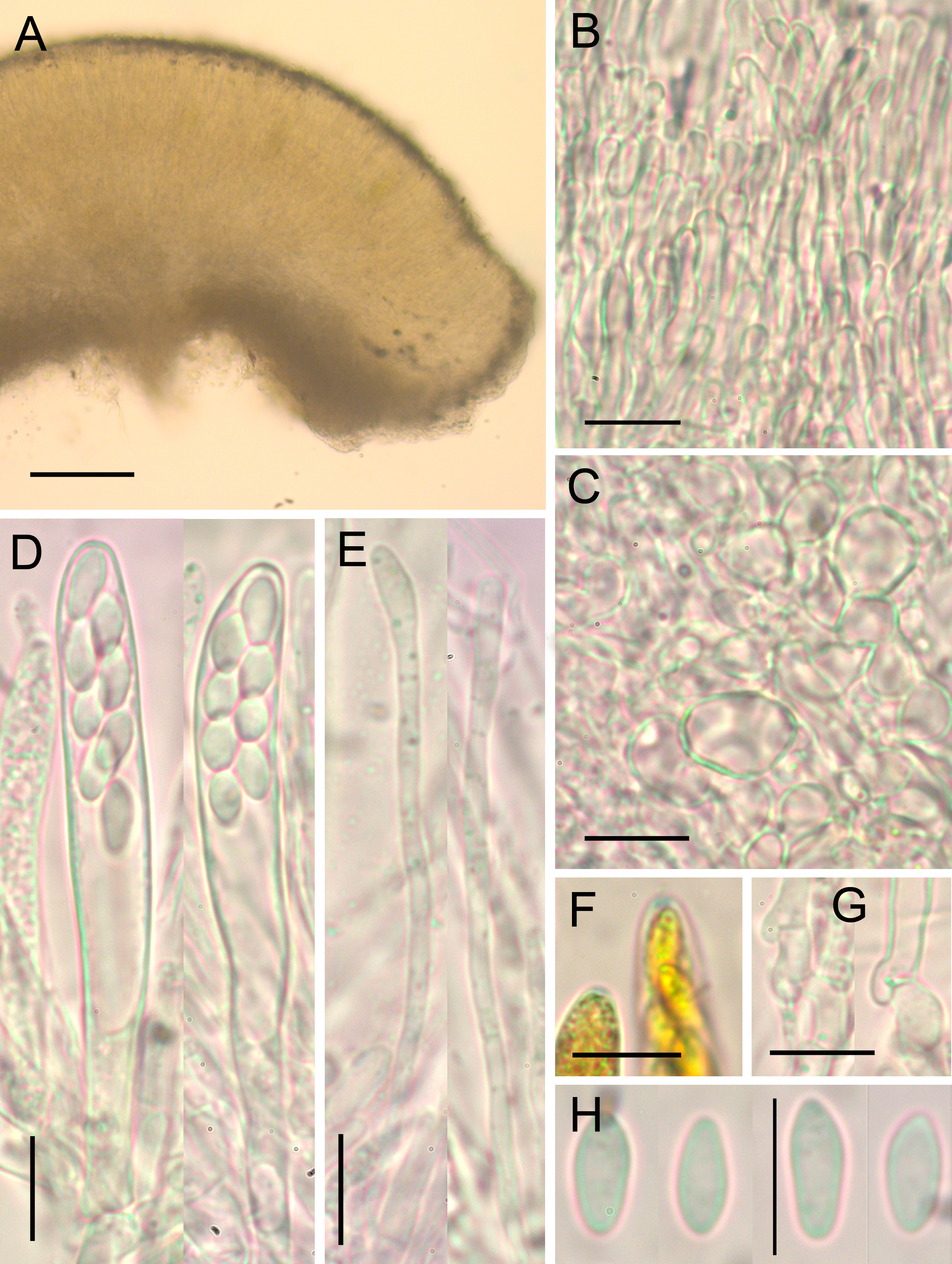
Morfologia

Hyaloscypha hepaticicola (Grelet & Croz.) Baral, Huhtinen & J.R. De Sloover – gatunek grzybów należący do rodziny przeźroczkowatych (Hyaloscyphaceae).

## Systematyka i nazewnictwo
Pozycja w klasyfikacji według Index Fungorum: Hyaloscypha, Hyaloscyphaceae, Helotiales, Leotiomycetidae, Leotiomycetes, Pezizomycotina, Ascomycota, Fungi.
Po raz pierwszy opisali go w 1925 roku Louis-Joseph Grélet i André de Crozals, nadając mu nazwę Trichopeziza hepaticicola. Obecną nazwę nadali mu w 2009 r. Seppo Huhtinen i Jacques R. De Sloover. Pozostałe synonimy:
- Hymenoscyphus ericae (D.J. Read) Korf & Kernan 1983
- Pezizella ericae D.J. Read 1974
- Pezoloma ericae (D.J. Read) Baral, in Baral & Krieglsteiner 2006
- Rhizoscyphus ericae (D.J. Read) W.Y. Zhuang & Korf 2004[2].

## Charakterystyka
Hyaloscypha hepaticola jest najlepiej zbadanym mykobiontem na świecie. Występuje głównie w żywych częściach wątrobowców zamieszkujących miejsca wilgotne, takie jak surowa próchnica lub rozkładające się drewno. Te nisze ekologiczne są zamieszkiwane również przez rośliny z rodziny wrzosowatych (Ericaceae). Tworzy krążkowate apotecja z krótkimi wypukłościami strzępek lub bez nich na powierzchni. Powstają w nich 8-zarodnikowe worki z aparatami apikalnymi w odczynniku Melzera amyloidalnymi. Askospory o kształcie od elipsoidalnego do wrzecionowatego, szkliste, bez przegród.
Analizy filogenetyczne wykazały, że H. hepaticola jest identyczny genetycznie z wcześniej wyizolowanym z korzeni wrzosu pospolitego gatunkiem Rhizoscyphus ericae, który został uznany za jego synonim.

## Występowanie i siedlisko
Gatunek kosmopolityczny występujący na całym świecie, podano jego stanowiska nawet na Antarktydzie. Występuje również w Polsce (podano go pod różnymi nazwami synonimicznymi).
Grzyb mykoryzowy żyjący w symbiozie z korzeniami roślin z rodziny wrzosowatych i tworzący z nimi mykoryzę erikoidalną. Znacznie jednak częściej izolowany jest z wątrobowców, z którymi również żyje w symbiozie jako ich mykobiont.